# Radslavice (Olomouc)
Radslavice (in tedesco Radslawitz) è un comune della Repubblica Ceca facente parte del distretto di Přerov, nella regione di Olomouc.